# Citrus × aurantifolia

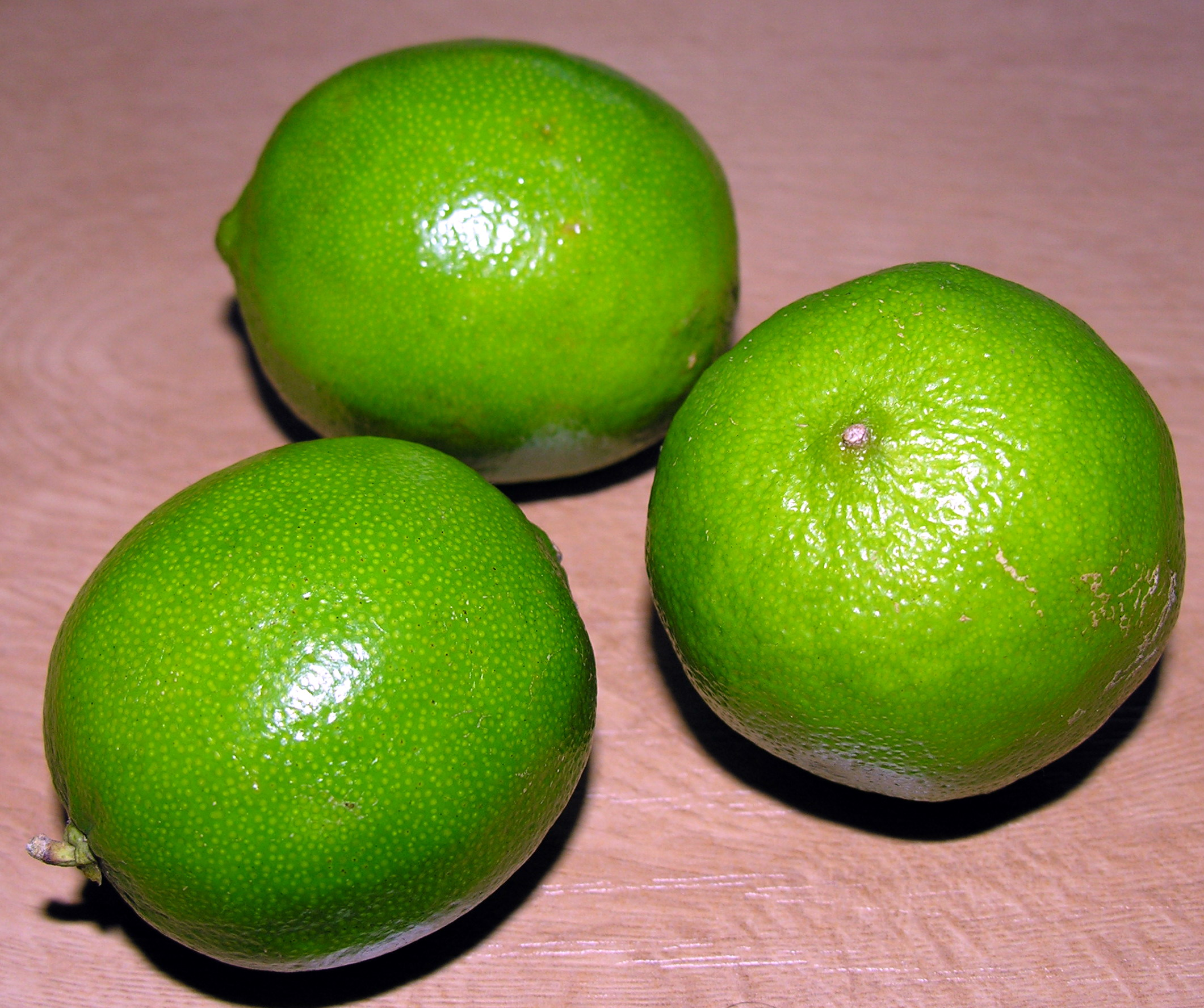
Frutas de lima

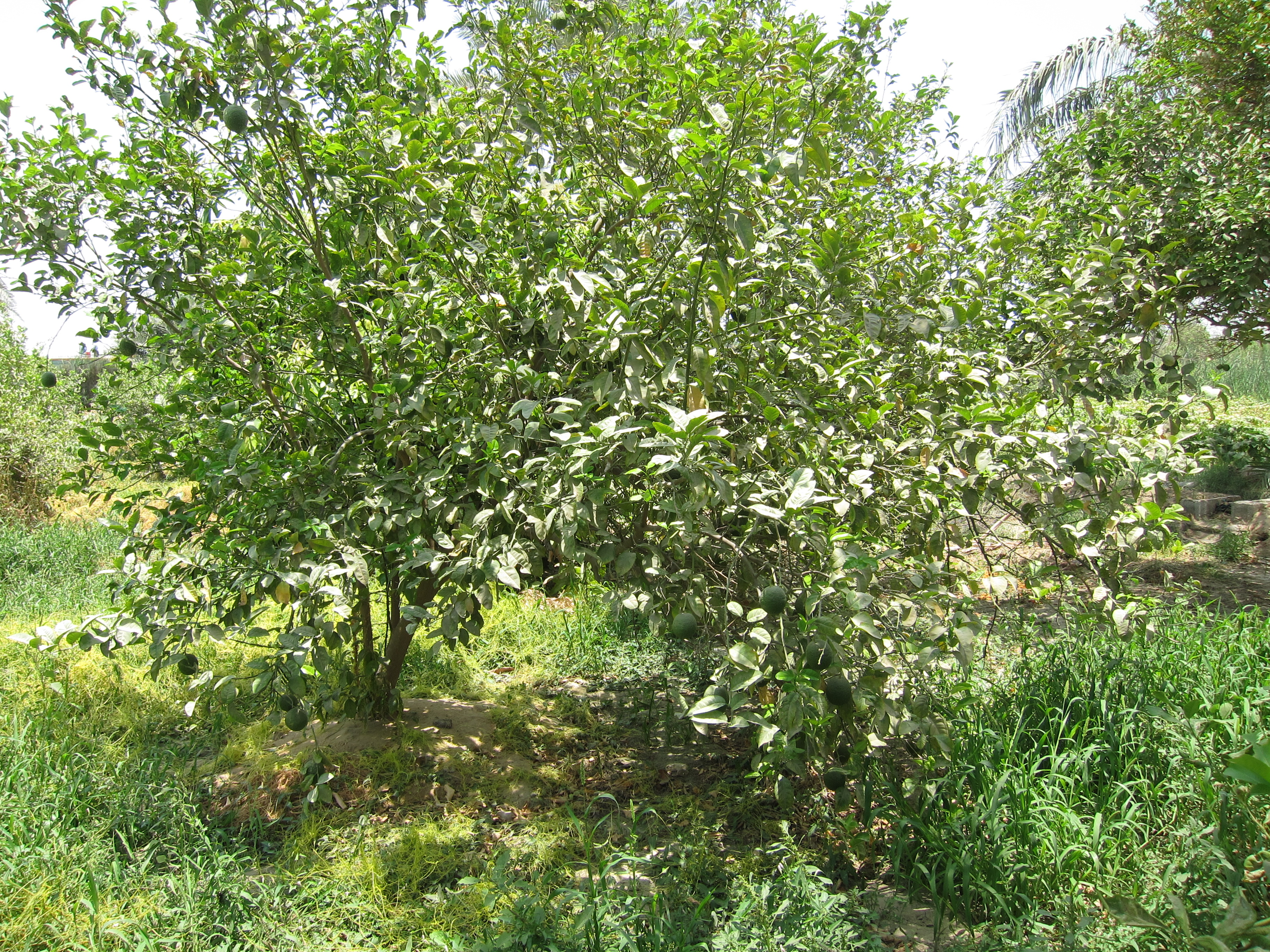
Vista de la planta

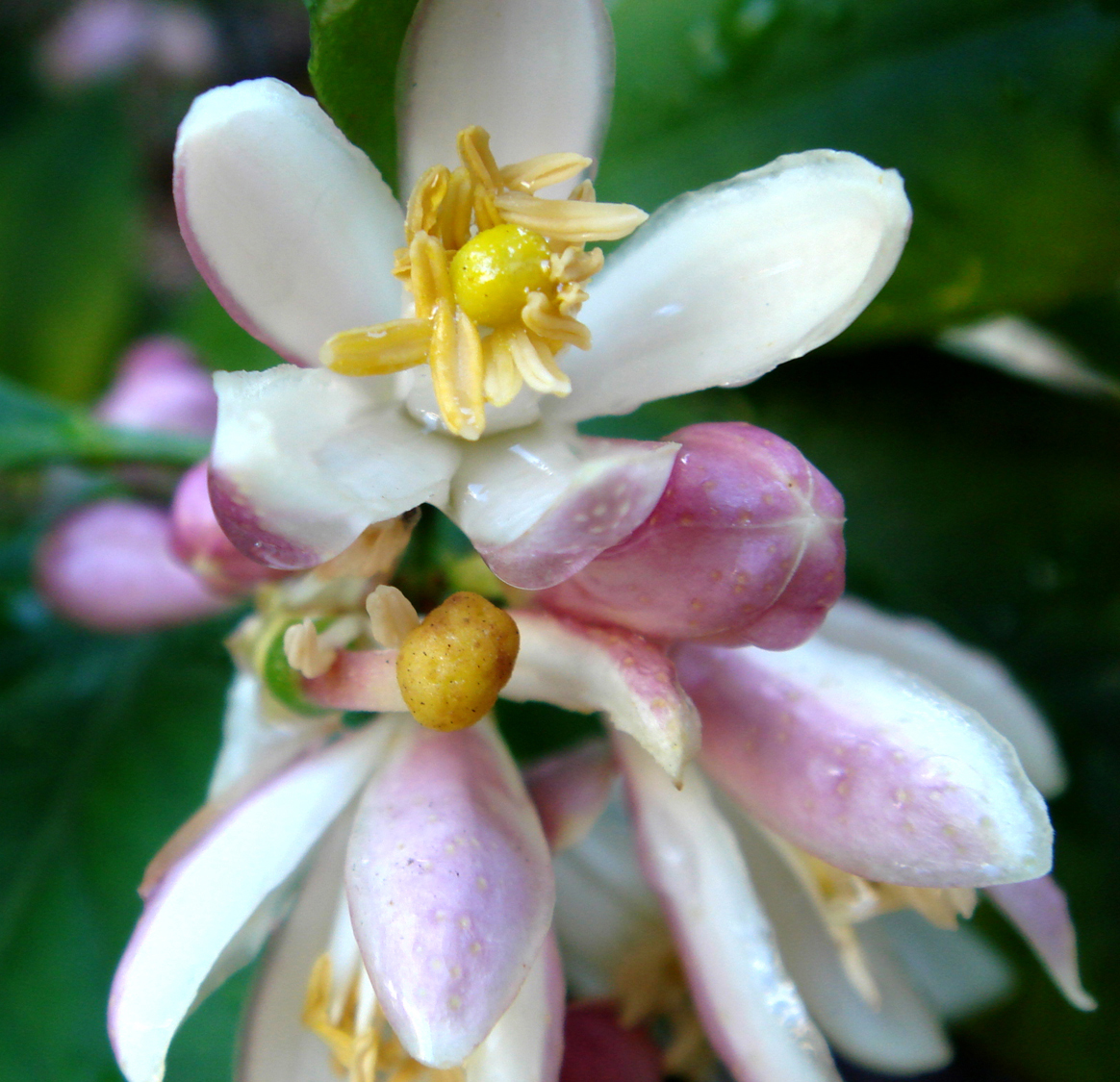
Detalle de la flor

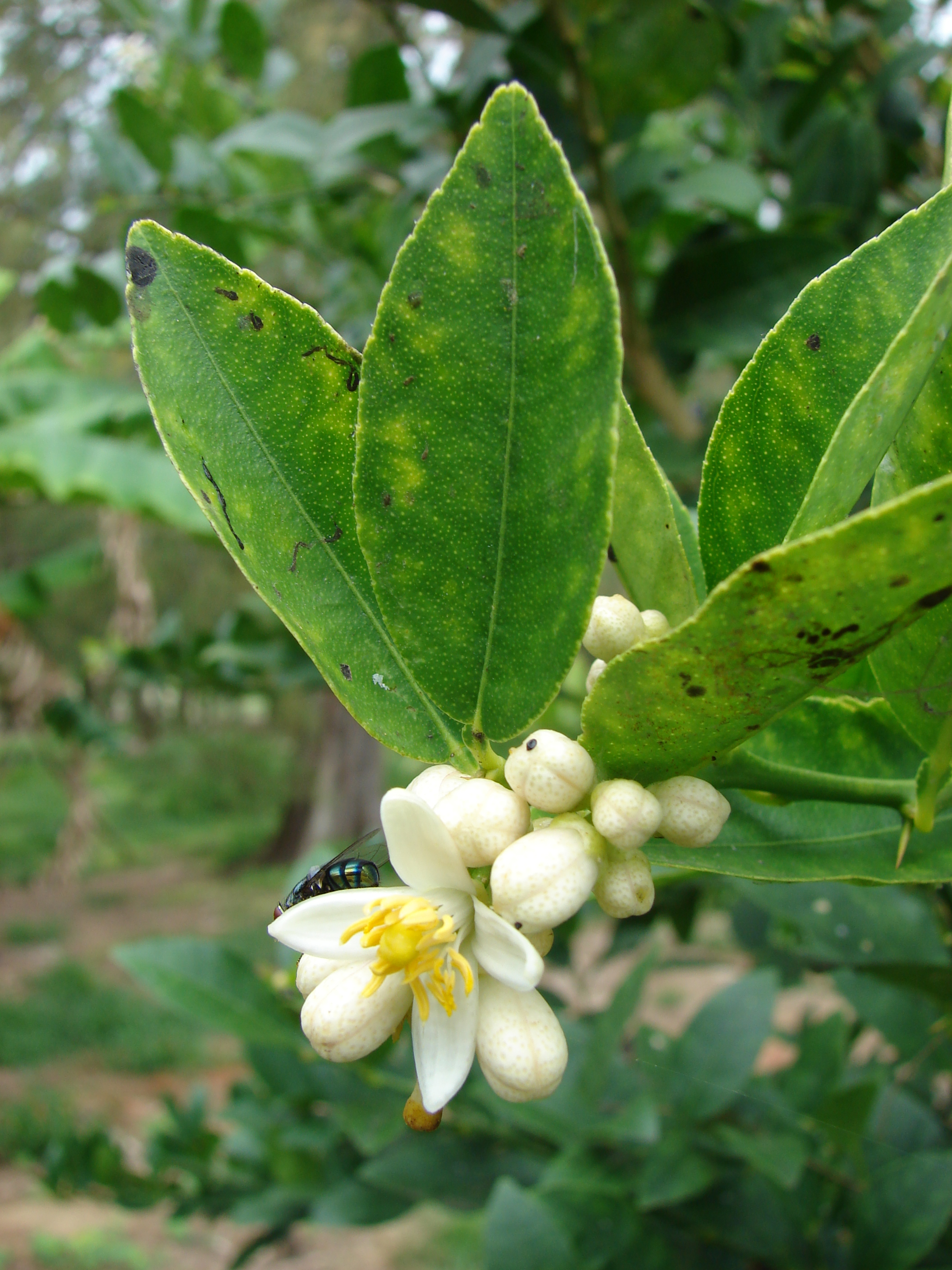
Hojas con flores

Citrus × aurantifolia, llamado limón, limero o limonero, es una especie de la familia de las rutáceas perteneciente al género de los cítricos.
Es una especie híbrida de Citrus hystrix var. micrantha × Citrus medica, oriunda del sudeste de Asia e introducida en Europa en tiempos de las Cruzadas a través del Medio Oriente y África del Norte.

## Descripción
Árbol frutal perenne muy parecido al naranjo, de unos 6 m de altura, y tronco habitualmente torcido, se ramifica densamente desde muy abajo. Las ramas poseen espinas cortas y duras que surgen de las axilas, con hojas perennes aovadas de entre 2,5 a 9 cm de color verde semejantes a las del naranjo, de ahí su nombre latino aurantifolia. Las flores (fragantes como todas las del género), de unos 2,5 cm, son de color blanco amarillento, con una fina línea púrpura en los bordes, con la corola de cinco pétalos. El fruto es un hespiridio de color verde ovoide esférica, con cáscara de color verde y pulpa jugosa y ácida.
Existen diferentes cultivares de C. × aurantifolia con diversos grados de acidez y colores que varían del verde al amarillo.

## Fruta
El fruto, llamado limón o lima, tiene forma globosa y entre 2,5 a 3 cm de diámetro, es de color verde amarillento al madurar, aunque se suele consumir antes de la maduración. La pulpa verde y jugosa posee un característico sabor ácido y aromático. Esta fruta tiene un alto contenido en vitamina C, así como ácido cítrico.
Se hizo famosa entre los marineros británicos del siglo XVIII, quienes las consumían habitualmente durante sus largas travesías para combatir el escorbuto, y fue así como se llegaron a apodar Limey (término un tanto peyorativo dado a estos marineros).
Su historia en el Continente americano se inicia con la llegada de los colonizadores españoles que ingresaron diversas especies foráneas de animales y vegetales a sus colonias.

## Propiedades
El pericarpio del fruto puede contener hasta un 2.5% de aceite esencial con principios activos que incluyen flavonoides como hesperidósido, diosmósido, limocitrina, citronina, noboletina y tangerina. También contiene pectina. La pulpa es muy rica en ácido cítrico (hasta un 8%) y vitamina C.

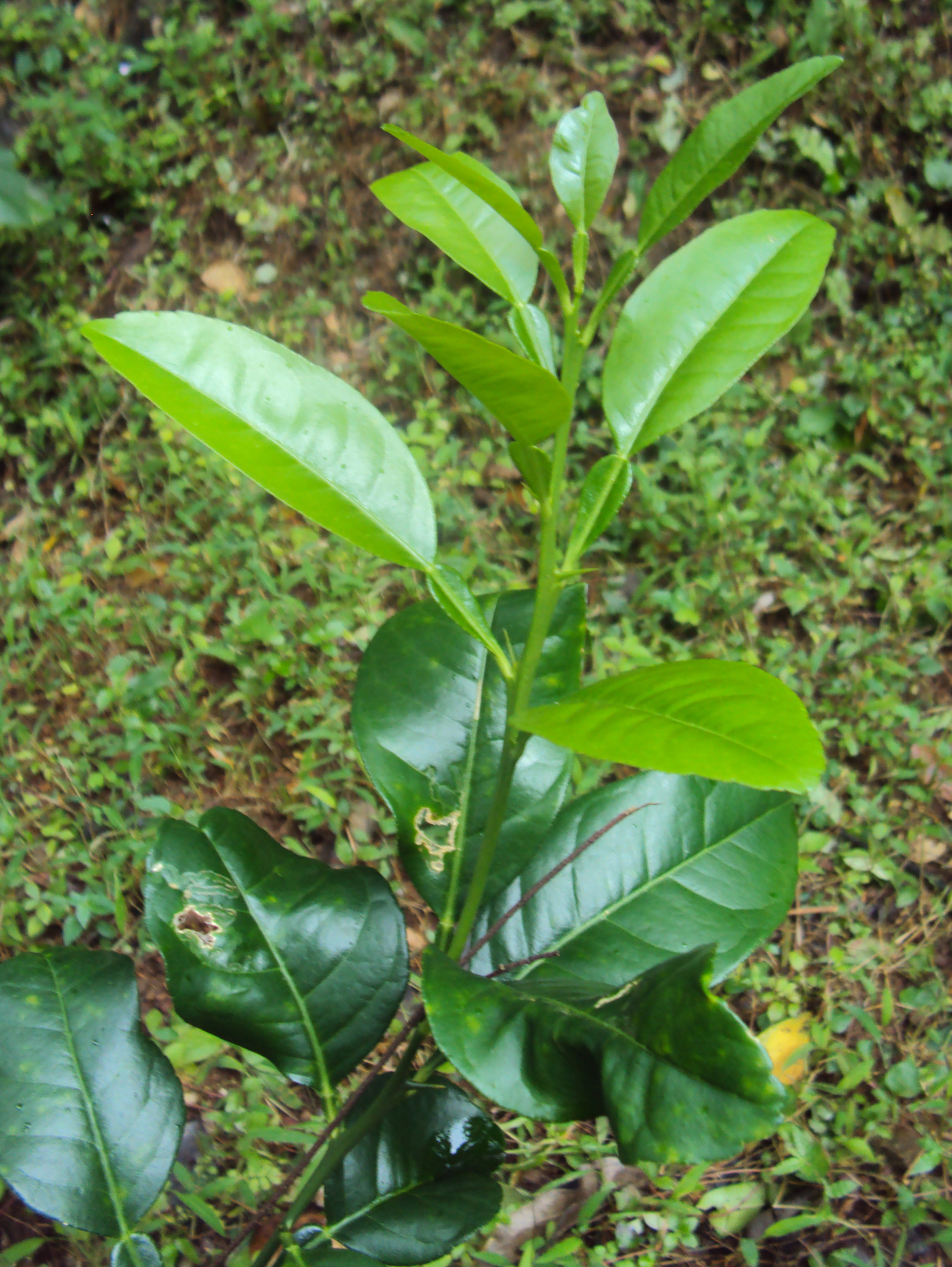
Planta joven

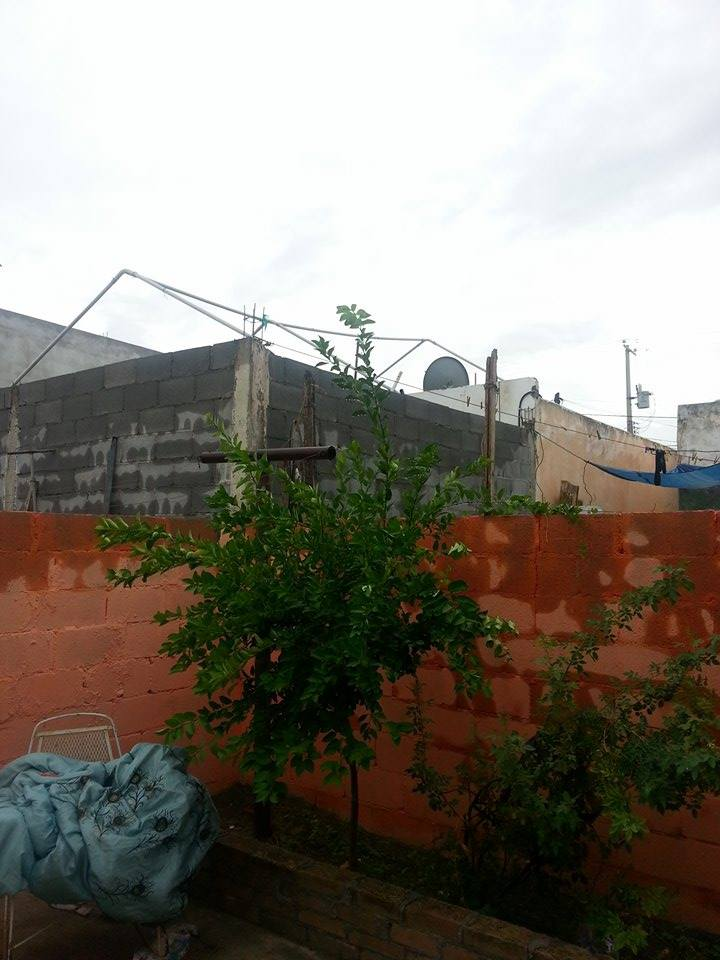
Árbol de 4 años

## Usos
El fruto es comestible y se emplea para macerar carnes, por ejemplo en el ceviche, o para añadir acidez a ciertas bebidas alcohólicas, por ejemplo en el pisco sour. También se emplea como aderezo de ensaladas (como sustituto del vinagre) e igualmente se añade a los pescados y mariscos para mitigar su sabor alcalino (de un modo especial cuando ya no están tan frescos, así como a las ostras crudas para matar las posibles bacterias patógenas). 
Es también particular su uso en la elaboración de la mundialmente famosa limonada así como de sus derivados (especialmente el llamado papelón con limón venezolano).
La cáscara del fruto es aperitiva, es decir, estimula el apetito.
Por su riqueza en flavonoides es útil en casos de fragilidad capilar e insuficiencia venosa, así como en la prevención de hemorroides y alteraciones diabéticas o hiperténsivas.
Es fruto también es un excelente antiséptico, especialmente si se aplica en forma de inhalaciones, en las que el limoneno además ejerce de espectorante.
Por vía externa: cuando existe picor genital (de escroto o vulva) se puede aliviar con la aplicación externa de zumo de su fruto. Los gargarismos de zumo del fruto son un excelente colutorio antiséptico en caso de faringitis o irritación de garganta.

## Taxonomía
Citrus × aurantifolia fue descrita por (Christm.) Swingle y publicada en Flora Indica; or descriptions of Indian Plants 1: 423, en el año 1820.
Etimología
- aurantifolia: epíteto latino que significa “con hojas doradas”.[8]
- Lima: nombre común que comparte parcialmente su etimología con la palabra «limón». Deriva del árabe hispano lima, este del árábe līmah, este del persa لیمو /limú/, y este del sánscrito nimbú,[9] que en realidad se refería a esta lima ácida.[10]

Sinonimia
- Citrus × acida Pers.
- Citrus × davaoensis (Wester) Yu.Tanaka
- Citrus depressa var. voangasay (Bojer) Bory
- Citrus × excelsa Wester
- Citrus × excelsa var. davaoensis Wester
- Citrus × hystrix subsp. acida Engl.
- Citrus × javanica Blume
- Citrus lima Lunan
- Citrus × macrophylla Wester
- Citrus medica var. acida Brandis
- Citrus medica f. aurantiifolium (Christm.) M.Hiroe
- Citrus × montana (Wester) Yu.Tanaka
- Citrus × nipis Michel
- Citrus × notissima Blanco
- Citrus × papaya Hassk.
- Citrus × pseudolimonum Wester
- Citrus × spinosissima G.Mey.
- Citrus × webberi var. montana Wester
- Limonia × aurantiifolia Christm.[11]

## Nombre común
- Dayap de Filipinas, limón de pica, limón mexicano, limón peruano, limón piurano, limón de Ceuta, limón sentil de Filipinas, limón suti de Filipinas, limón sutil de Filipinas, limoncillo de Lima,[12] limón pajarito de Colombia.[13]